# Сан-Чипріано-д'Аверса
Сан-Чіпріано-д'Аверса (італ. San Cipriano d'Aversa) — муніципалітет в Італії, у регіоні Кампанія,  провінція Казерта.
Сан-Чіпріано-д'Аверса розташований на відстані близько 170 км на південний схід від Рима, 21 км на північний захід від Неаполя, 19 км на південний захід від Казерти.
Населення — 13 676 осіб (2014).
Щорічний фестиваль відбувається 16 вересня. Покровитель — San Cipriano.

## Демографія
Населення за роками:

Станом на 1 січня 2023 року в муніципалітеті офіційно проживали 904 іноземці з 33 країн, серед них 278 громадян країн Євросоюзу та 121 громадянин України.

## Сусідні муніципалітети
- Казаль-ді-Принчипе
- Казапезенна
- Джульяно-ін-Кампанія
- Вілла-ді-Бріано
- Вілла-Літерно